# Tercera Posición (Misiones)
Tercera Posición o TP fue un partido político argentino que existió en el ámbito provincial, concretamente en Misiones durante el tercer peronismo. Correspondía a una rama disidente del Partido Justicialista, separada inicialmente por la iniciativa del PJ de constituir el Frente Justicialista de Liberación (FREJULI) para las elecciones presidenciales de marzo de 1973, las primeras en las que participaría después de años de proscripción, en contraposición con la idea de cierto sector del peronismo que prefería que el movimiento se presentara por sí solo.
En las elecciones gubernativas de Misiones de 1973, Tercera Posición se constituyó como tercera fuerza provincial con el 21.03% de los votos obtenidos por su candidato, Agustín Teófilo Puentes, logrando conseguir además 8 de los 32 escaños de la Legislatura Provincial. El resultado recortó el voto peronista y evitó que el candidato del FREJULI, Juan Manuel Irrazábal, fuese electo en primera vuelta, aunque TP apoyó su candidatura en el balotaje contra el radical Ricardo Barrios Arrechea. Después de esto, teóricamente el peronismo se reunificó. Posterior a la victoria del FREJULI y a la muerte de Juan Domingo Perón, sin embargo, TP comenzó a diferir con el gobierno peronista en muchos otros aspectos, por lo que su disidencia se mantuvo. Tras la repentina muerte de Irrazábal, la intervención de la provincia y el llamado a nuevas elecciones en abril de 1975, TP volvió a presentar la candidatura de Puentes, aunque tanto el peronismo disidente como el oficial sufrió una fuerte debacle, con la UCR polarizando notoriamente la elección. Se impuso, no obstante, el FREJULI, y la representación legislativa de TP, que concurrió en alianza con el Partido Auténtico, se redujo a un escaño.
Tras el Golpe de Estado del 24 de marzo de 1976, el partido se disolvió. Desde entonces, continúa existiendo en algunas provincias una línea interna del Partido Justicialista con dicho nombre.